# Улица Лисицкого
У́лица Лиси́цкого — улица Москвы в Даниловском районе Южного административного округа. Проходит от набережной Марка Шагала до проспекта Лихачёва.

## Название
Улица получила название в марте 2016 года в честь советского художника и архитектора, представителя русского авангарда Эля Лисицкого (1890—1941). Одновременно 14 улиц в районе бывшей промышленной зоны завода имени Лихачева (ЗИЛ) названы именами известных авангардистов, архитекторов и конструктивистов XX века в связи с тем, что на этой территории планируется создать музей «Эрмитаж-Москва», где выставят коллекции современного искусства, а также откроют кукольный и драматический театры.

## Описание
Улица начинается от набережной Марка Шагала и проходит дугой на восток, затем на северо-восток вдоль Малого кольца МЖД между Даниловским мостом и станцией МЦК «ЗИЛ», слева к ней примыкает улица Архитектора Мельникова, бульвар Братьев Весниных и улица Архитектора Леонидова. После автомобильной развязки с проспектом Лихачёва переходит в улицу Братьев Рябушинских.

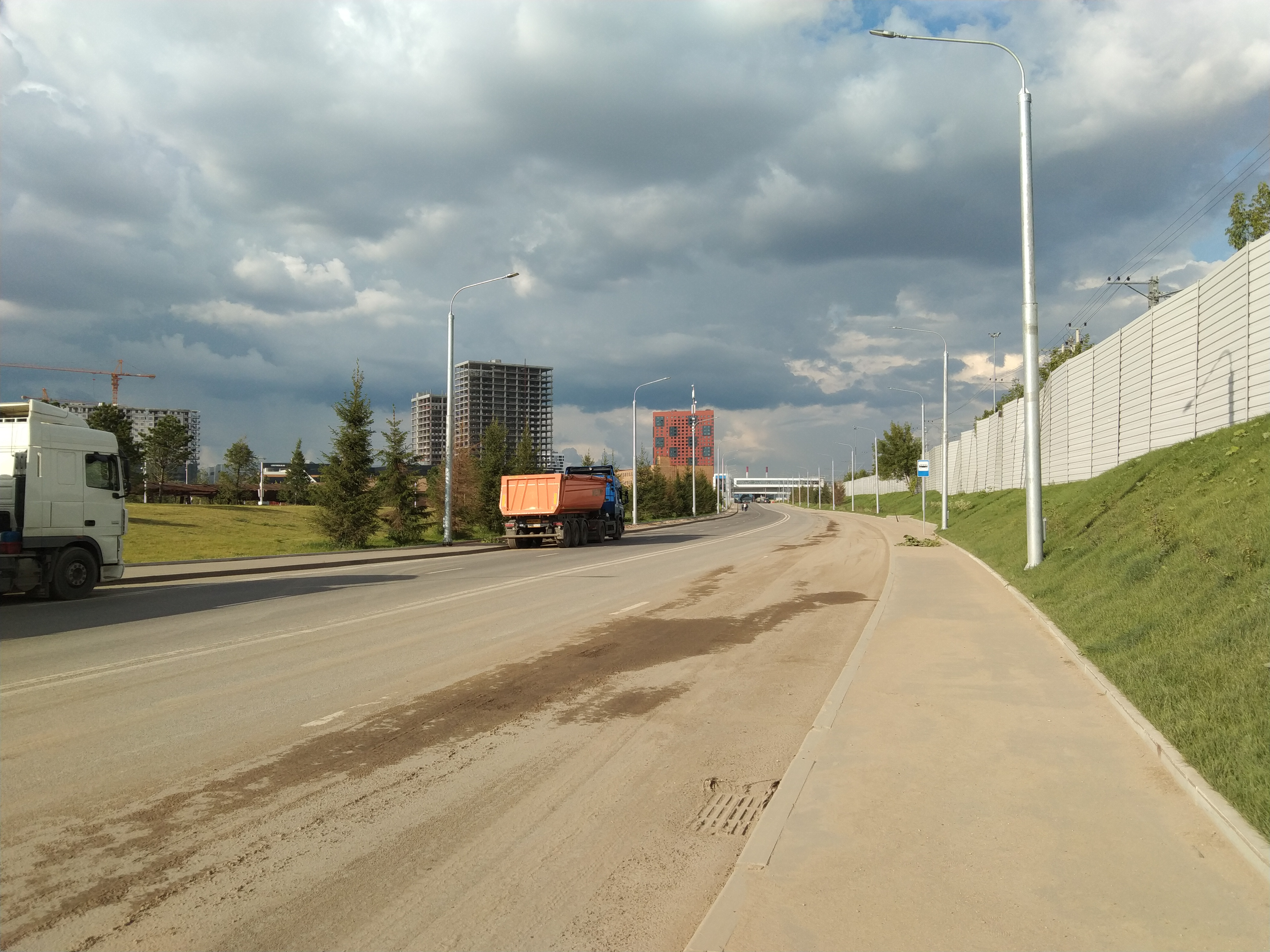
Вид на северо-восток
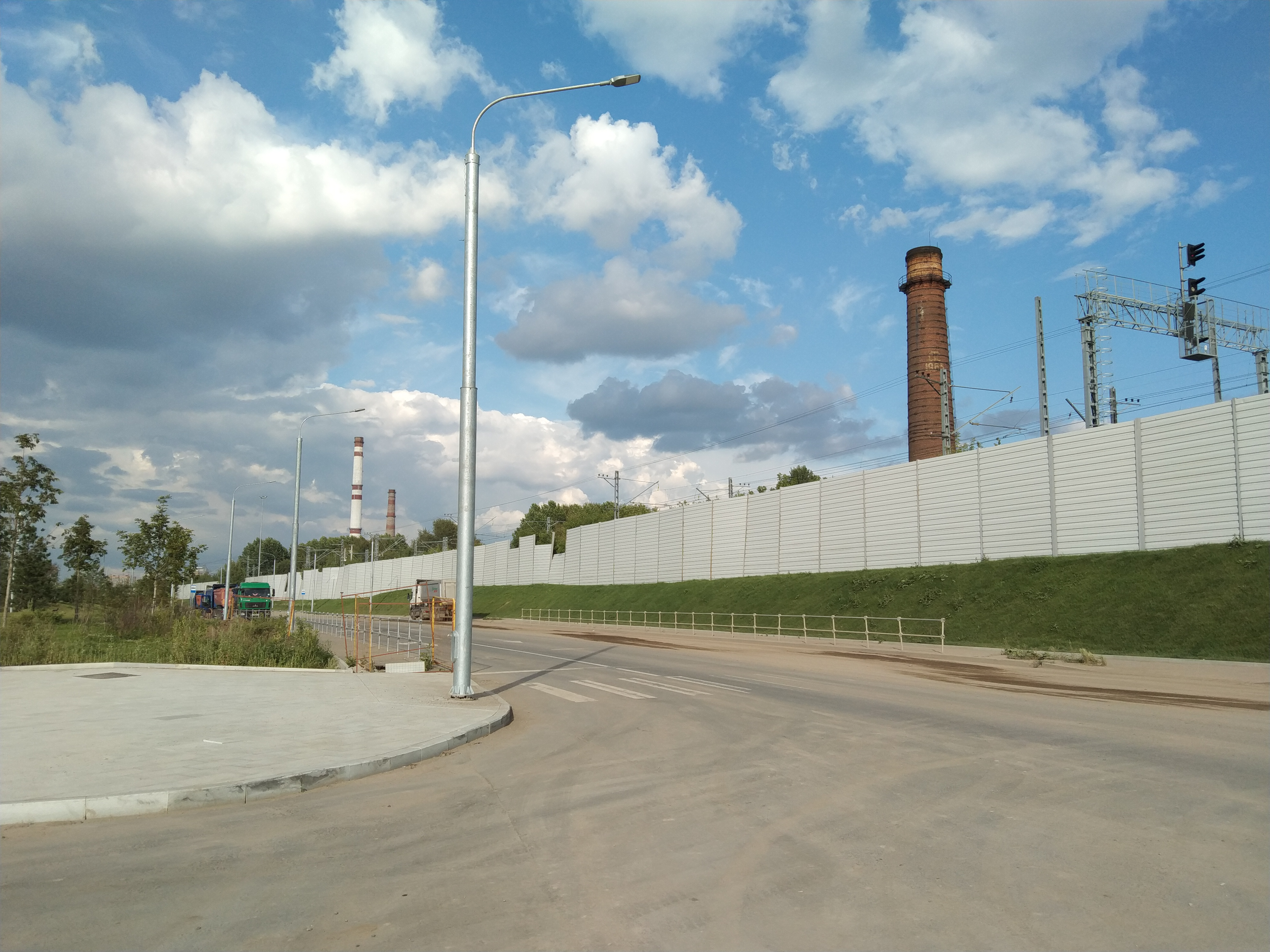
Пересечение с улицей Архитектора Леонидова